# Pruszyn (gromada)
Pruszyn – dawna gromada, czyli najmniejsza jednostka podziału terytorialnego Polskiej Rzeczypospolitej Ludowej w latach 1954–1972.
Gromady, z gromadzkimi radami narodowymi (GRN) jako organami władzy najniższego stopnia na wsi, funkcjonowały od reformy reorganizującej administrację wiejską przeprowadzonej jesienią 1954 do momentu ich zniesienia z dniem 1 stycznia 1973, tym samym wypierając organizację gminną w latach 1954–1972.
Gromadę Pruszyn z siedzibą GRN w Pruszynie utworzono – jako jedną z 8759 gromad – w powiecie siedleckim w woj. warszawskim, na mocy uchwały nr VI/10/18/54 WRN w Warszawie z dnia 5 października 1954. W skład jednostki weszły obszary dotychczasowych gromad Biel, Błogoszcz, Pruszyn, Pruszynek i Pruszyn-Pieńki ze zniesionej gminy Stara Wieś oraz obszar dotychczasowej gromady Wólka Leśna ze zniesionej gminy Stok Ruski w tymże powiecie. Dla gromady ustalono 14 członków gromadzkiej rady narodowej.
31 grudnia 1961 do gromady Pruszyn włączono wsie Grubale, Osiny i Pustki ze zniesionej gromady Stok Lacki w tymże powiecie.
Gromadę zniesiono 1 stycznia 1969, a jej obszar włączono do gromad Siedlce (wsie Błogoszcz, Pieńki Pruszyńskie, Pruszyn i Pruszynek), Tarcze (wsie Grubale, Biel, Osiny i Pustki) i Mordy (wieś Wólka Leśna) w tymże powiecie.